# بيسكاسيرولي
بيسكاسيرولي (بالإيطالية: Pescasseroli)‏ هي بلدية في مقاطعة لاكويلا في أبروتسو في إيطاليا.

## السكان
في سنة 1861 بلغ عدد السكان 2٬624 نسمة، وتطور العدد ليصل في سنة 2011 لـ 2٬227 نسمة.
يظهر هذا المخطط البياني تطور النمو السكاني لـ بيسكاسيرولي

## توأمة
لبيسكاسيرولي اتفاقيات توأمة مع كل من:
- فودجا
- كانديلا
- كاستيلان

## أعلام
- بينيدتو كروتشه